# Грабув (Кутновський повіт)
Грабув (пол. Grabów) — село в Польщі, у гміні Жихлін Кутновського повіту Лодзинського воєводства.
Населення — 362 особи (2011).
У 1975—1998 роках село належало до Плоцького воєводства.

## Демографія
Демографічна структура станом на 31 березня 2011 року:
|          | Загалом | Допрацездатний вік | Працездатний вік | Постпрацездатний вік |
| -------- | ------- | ------------------ | ---------------- | -------------------- |
| Чоловіки | 179     | 48                 | 114              | 17                   |
| Жінки    | 183     | 31                 | 106              | 46                   |
| Разом    | 362     | 79                 | 220              | 63                   |